# أنطون شماس
انطون شماس (1950-)كاتب عربي فلسطيني اشتهر أساساً بسبب كتابته بالعبرية وترجمته لاعمال أدبية فلسطينية مرموقة من العربية إلى العبرية (كثلاث روايات للكاتب الراحل اميل حبيبي).

## نبذة عن حياته
ولد انطون شماس في فسوطة وهي قرية عربية تقع في الجليل شمالي فلسطين. في عام 1962 انتقلت عائلته إلى حيفا، هناك تعلم في مدرسة مختلطة يدرس فيها العرب واليهود. انهى اللقب الأول في الجامعة العبرية في القدس. كان من مؤسسي مجلة «الشرق» التي تاسست عام 1970، وعمل محرراً لها بين الاعوام 1970- 1976. في هذه المجلة نشر لأول مرة إنتاجه الأدبي باللغة العربية وترجماته من العبرية والإنجليزية. منذ عام 1975 عمل شماس في إنتاج برامج تلفزيونية في القسم العربي للتلفزيون الإسرائيلي وبدأ بنشر مقالاته في الصحافة العبرية. بعض هذه المقالات اثارت الجدل بسبب تحدّيها لهوية الدولة بصبغتها «اليهودية الديموقراطية» ومطالبتها بتحويل الدولة إلى دولة مواطنيها. في عام 1974 نشر شماس مجموعته الشعرية بالعربية تحت عنوان «اسير يقظتي ونومي» ومجموعتين بالعبرية: "כריכה קשה" (1974) و"שטח הפקר" (1979). في عام 1987 انتقل شماس إلى العيش في الولايات المتحدة حيث لا يزال يسكن إلى يومنا هذا، ويعمل محاضرا للأدب العربي والأدب المقارن في جامعة ميشيغان.

## كتاباته
شماس هو كاتب ثلاثي اللغات، يتقن العربية والعبرية والإنجليزية، ويمارس الكتابة بهذه اللغات والترجمة منها واليها. يعد شماس من الكتاب العرب القلائل الذين كتبوا بالعبرية، وقد اشتهر في الأوساط الثقافية العبرية والعالمية بسبب روايته العبرية المرموقة «عربسكوت» (1986) التي ترجمت إلى لغات عديدة: الإنكليزية، الأسبانية، الفرنسية، الألمانية والإيطالية، لكنها لم تترجم بعد إلى العربية.

## من كتاباته العربية
اسير يقظتي ونومي (قصائد). القدس: مجلة «الشرق»، 1974.

## من ترجماته من العبرية إلى العربية
من صيف إلى صيف /داڤيد روكياح؛ ترجمة انطون شماس.[القدس]: الشرق، [1977].
صيد الغزالة: 12 قصة من الأدب العبري الحديث /اعدها وقدم لها انطون شماس. [تل ابيب] : جامعة تل ابيب. مدرسة اللغة والآداب، 1984.

## من اصداراته بالعبرية
ערבסקות، עם עובד، תל אביב، 1986.
שטח הפקר، שירים، הוצאת הקיבוץ המאוחד، 1979.
השקרן הכי גדול בעולם، סיפור עם ערבי، ציורים דודו גבע، כתר، ירושלים، 1982.

## من ترجماته من العربية إلى العبرية
אמיל חביבי، האופסימיסט (عربية: إميل حبيبي، المتشائل)، מפרש 1984, הקיבוץ המאוחד 1995.
אמיל חביבי، סראיא בת השד הרע (عربية: إميل حبيبي، سرايا بنت الغول)، הקיבוץ המאוחד 1993.
אמיל חביבי، אח'טיה (عربية: إميل حبيبي، اخطيّة)، עם עובד، 1988.
טאהא מוחמד עלי، שירים (عربية: طه محمد علي، قصائد)، הוצאת אנדלוס، 2006.